# Светски дан планина
Светски дан планина (енгл. International Mountain Day) је годишња прослава коју је одредила Генерална скупштина Уједињених нација 20. децембра 2002. године. Обележава се сваке године од 2003. године како би се створила свест о важности планина, истакнуле могућности и ограничења у развоју планина као и то да би се радило на позитивним променама на глобалном нивоу.

## Историјат
Светски дан планина је прилика за подизање свести о важности планина - оне су дом за више од милијарду људи, извор слатке воде за половину светске популације, станиште за многе биљне и животињске врсте, центри биолошке разноврсности и културне разноликости, као и места лепоте и инспирације, играју кључну улогу у очувању биодиверзитета и водних ресурса, станиште су бројних биљних и животињских врста, планине пружају виталне екосистемске услуге, попут регулације климатских услова. Ипак, упркос њиховој важности, планине су суочене с озбиљним изазовима. Климатске промене узрокују топљење глечера и промене у екосистемима, што утиче на локалне заједнице и глобални екосистем, рашумљавање и неодговорно планирање развоја и туризма такође представљају претње очувању планинских подручја. Због свега тога Светски дан планина постаје прилика за подизање свести о овим питањима. Едукација о очувању планинских екосистема и одрживом развоју важна је за превазилажење изазова, као што и одржив приступ туризму, заштита шума и смањење емисија гасова стаклене баште постају императиви у очувању планета.
Пре него што је установљен Светски дан планина, још 1992. године било је речи о значају планина у документу „Управљање крхким екосистемима: oдрживи развој планина“ (Managing Fragile Ecosystems: Sustainable Mountain Development) и од тада се обраћало више пажње на планине и њихов значај.
Седиште Уједињених нација, у Њујорку је покренула Међународну годину планина 11. децембра 2001. године. Касније, 2002. године обележена је Светска година планина са циљем с циљем подизања свијести и покретања акције по питањима који се односе на одрживи развој планина. Уједињене нације су потом 20. децембра 2002. године прогласиле 11. децембар Светским даном планина. Позвали су потом међународну заједницу да предузме одговарајуће кораке како би осигурала одрживи развој планина.
11. децембра 2003. године обележен је први Светски дан планина. Сваке године се овом дану додељује тема која се фокусира на различита питања, укључујући слатку воду, мир, биодиверзитет или климатске промене.Организација Уједињених нација за храну и пољопривреду (ФАО) је задужена за обележавање дана планина и она предлаже тему којом се светска јавност упознаје и позива на указивање и подизање свести о значају планинских подручја широм света, њиховим вредностима, проблемима и утицајима које оне имају на природна и друштвена обележја ових подручја и људи који у њима живе.